# Two Great Guitars
Albums par Bo Diddley
Bo Diddley's Beach Party
(1963) Hey Good Lookin
(1965)
Albums par Chuck Berry
Chuck Berry on Stage
(1963) St. Louis to Liverpool
(1964)
Two Great Guitars est un album de rock instrumental enregistré par les guitaristes américains Chuck Berry et Bo Diddley, sorti en août 1964 chez Checker Records.

## Titres

### Face 1
1. Liverpool Drive (Chuck Berry) – 2:56
2. Chuck's Beat (Chuck Berry, Ellas McDaniel) – 10:39

### Face 2
1. When the Saints Go Marching In (trad. arr. McDaniel) – 2:52
2. Bo's Beat (McDaniel, Berry) – 14:23